# Деев, Михаил Иванович
Михаил Иванович Деев (1742—1794) — русский военачальник, полковник.

## Биография
Дата вступления в военную службу — неизвестна.
В 1794 году командовал Тамбовским пехотным полком, с которым активно участвовал в боях против польских войск в районе Вильно во время восстания Костюшко. Погиб 9 (20) июля 1794 года при неудачном штурме Вильно. На 8-й версте от г. Вильно, по Ошмянской дороге ему в том же 1794 году поставлен памятник, возобновленный в 1864 и 1880 годах.

## Награды
- Награждён орденами Св. Георгия 4-й степени (№ 561; 26 ноября 1788) и 3-й степени (№ 103, 12 мая 1794) — «Во уважение на усердную службу и храбрых подвигов, оказанных им при поражении Польских бунтовщиков 26-го апреля 1794 года при деревне Поляне, где он с малым отрядом выдержал неустрашимо чрез шесть часов сильное от них нападение и наконец, ударив в штыки, опрокинул и одержал над ними победу, причем и 6 пушек отбито».
- Также был награждён другими орденами Российской империи.